# 다이카복실산
다이카복실산(Dicarboxylic acid)은 두개의 카복실산 작용기로 교체된 유기화합물이다. 흔히 다이카복실산의 분자식에서 HOOC-R-COOH로 쓰인다. R이 있는 곳에는 보통 알케인, 알켄, 알카인 그룹이 오게 된다. 다이카복실산은 나일론이나 폴리에틸렌테레프탈레이트(PETE)같은 혼성중합체를 만들기 위해 쓰이기도 한다.
보편적으로 다이카복실산은 모노카복실산과 똑같은 행동과 반응을 보인다. 두 번째 카복실기의 이온화는 첫 번째 카복실기보다 쉽사리 일어나지 않는다. 이는 한 개의 음이온을 수소이온과 분리하는 것이 2가 음이온을 수소이온과 분리하는 것이 더 많은 에너지를 필요로 하기 때문이다. 한 개의 카복실기가 알데히드 그룹으로 치환되었을 때 결과로 나오는 구조는 알데히드산이라고 불린다.

## 다이카복실산의 예
| 관용명     | IUPAC 이름                                    | 화학식           | 구조식 |
| ---------- | --------------------------------------------- | ---------------- | ------ |
| 옥살산     | ethanedioic acid                              | HOOC-COOH        |        |
| 말론산     | propanedioic acid                             | HOOC-(CH2)-COOH  |        |
| 석신산     | butanedioic acid                              | HOOC-(CH2)2-COOH |        |
| 글루타르산 | pentanedioic acid                             | HOOC-(CH2)3-COOH |        |
| 아디프산   | hexanedioic acid                              | HOOC-(CH2)4-COOH |        |
| 피멜산     | heptanedioic acid                             | HOOC-(CH2)5-COOH |        |
| 서버산     | octanedioic acid                              | HOOC-(CH2)6-COOH |        |
| 아젤라산   | nonanedioic acid                              | HOOC-(CH2)7-COOH |        |
| 세박산     | decanedioic acid                              | HOOC-(CH2)8-COOH |        |
| 프탈산     | benzene-1,2-dicarboxylic acid o-phthalic acid | C6H4(COOH)2      |        |
| 이소프탈산 | benzene-1,3-dicarboxylic acid m-phthalic acid | C6H4(COOH)2      |        |
| 테레프탈산 | benzene-1,4-dicarboxylic acid p-phthalic acid | C6H4(COOH)2      |        |

## TCA 회로
TCA 회로인 트리카복실산회로는 트리(tri-)카복실산(Carboxylic acid)에서 다이카복실산(Di-Carboxylic acid)으로 전환되고 계속해서 다시 트리카복실산(tri-Carboxylic acid)으로 순환하는 과정이다.
| |
| 트리카복실기(tri-Carboxylic-,트라이카복실기)가 다이카복실기(Di-Carboxylic-)로 전환되고 이어서 다시 다이카복실기(Di-Carboxylic-)가 트리카복실기(tri-Carboxylic-)로 순환되는 트리카복실산회로(tricarboxylic acid cycle)인 시트르산회로 |

TCA회로의 카본(carbon) 백본(backbone)은 6-5-4-를 유지한다. 회로에서 5개의 카본백본은 알파케토글루타르산(α-ketoglutarate)뿐이다.

## 같이 보기
- 카복실산
- 트리카복실산